# Mysterious Ways
«Mysterious Ways» (en español: De maneras misteriosas), canción del grupo irlandés U2 y segundo sencillo de su disco Achtung Baby. Lanzado en noviembre de 1991, el sencillo llegó a la posición número # 13 en Reino Unido y al # 9 en el ranking de los Estados Unidos.
Fue tocada durante toda la Zoo TV Tour, en donde salía una bailarina durante las presentaciones de la canción acompañando al grupo en los conciertos. En la actualidad la canción sigue siendo recurrente en los conciertos de las últimas giras del grupo y también aparece en el álbum U218 singles.

## Grabación y composición
«Mysterious Ways» comenzó como una improvisación en la que el vocalista Bono, el guitarrista The Edge y el bajista Adam Clayton realizaron en una caja de ritmos. A la banda le gustó la parte de bajo de Clayton, la que se originó durante la grabación de un cover de "Night and Day" y por un instante, consistió de poco más de un "ritmo de una nota"". Sin embargo, la banda tuvo dificultades en completar el resto de la canción melódicamente. Bono dijo que era "una línea de bajo en busca de la canción", mientras The Edge declaró que "la clave de la canción estaba encontrando formas para desordenarse con cuerdas arriba sin tener que cambiar el bajo".
La banda se emplazó en el proceso de intentar unas ideas para la canción y pronto, la atmósfera tensa de las sesiones de grabación en Hansa Studios en Berlín tomó su peaje. El productor Daniel Lanois arribó a los estudios una mañana antes que la banda para poder trabajar en algunas ideas que tuvo para la canción. Cuando Bono arribó a los estudios, él empezó a cantar algunas ideas vocales que tuvo, pero esto estuvo empujando la canción en la dirección opuesta de la que Lanois tuvo en mente. Bono y un frustrado Lanois procedieron a razonar intensamente por dos horas, haciendo que el ingeniero de sonido Joe O'Herilhy pensara si ellos iban a empezar a pelear físicamente. Bono dio vuelta el episodio con un toque de humor: "Eso es en que por qué amo a Danny demasiado". Él se cuida de la grabación que está haciendo tanto y más que cualquier banda o artista con el que está trabajando.
La canción progresó después de que The Edge comenzó a experimentar con un nuevo efecto de pedal y Bono le dijo que usara el efecto para la canción. Bono dijo que el pedal hizo un "desarrollo de sonido en el que se convertiría una cuerda de guitarra en lo más funky de martillos neumáticos".  La introducción de la canción, que incluye el buen conocido gancho de guitarra, consiste de "un séptimo traste-cejilla, un par de rasguños rítmicos y dos notas". El baterista Larry Mullen, Jr. agregó una pista de batería cerca del final de la grabación, introduciendo un "ritmo mucho más surcado", que "demostró la diferencia entre una caja de ritmos y una batería verdadera". Bono se refiere a la canción como "U2 en nuestra mandria... Sly y la familia Stone conocen al holgado de Madchester". Lanois proporcionó percusión adicional al tocar las congas.
La letra de la canción trata de un hombre viviendo sin romance, que estuvo en línea con un título propuesto para el álbum, Fear of Women. Varios versos diferentes fueron escritos, pero The Edge prefirió aquellos con el "sentimiento de canción de cuna", como "Johnny, take a walk with your sister in the moon / Let her pale light in to fill up the room". ël también compuso la coda del coro "It's all right / It's all right / It's all right" queriendo comprobar un punto, ya que en ninguna canción anterior de U2 se había dicho "it's alright".

## Video musical
El video musical tuvo una temática de danza del vientre, e incluía imágenes distorsionadas de Bono bailando y otras imágenes místicas. Fue filmado por Stéphane Sednaoui en Marruecos.

## En directo
Cuando se tocó en vivo en el Zoo TV Tour, la canción incluía una bailarina de danza del vientre en el escenario. La versión tocada fue extendida, incluyendo una introducción más larga con una parte en piano por The Edge, un solo de guitarra slide después del punto en la canción donde la versión en estudio termina. Tanto la introducción añadida y características de conclusión añadieron letras por parte de Bono, muchas de las cuales eran cantadas en falsete. Una de las bailarinas, Morleigh Steinberg, más tarde se casó con The Edge. Se ha tocado en cada tour desde que debutó, apareciendo en cada presentación en vivo lanzada en vídeo desde entonces excepto para Elevation 2001: Live from Boston (aunque fue interpretada en el concierto filmado).